# Katarína Poljaková
Katarína Poljaková (* 24. Mai 1990 in Poprad, Tschechoslowakei) ist eine ehemalige slowakische Tennisspielerin.

## Karriere
Im Jahr 2006 debütierte Katarína Poljaková beim ITF-$10.000-Turnier in der italischen Hauptstadt Rom auf dem ITF Women’s Circuit. Zusammen mit ihrer Landsfrau Martina Balogová bekam sie vom Veranstalter eine Wildcard für den Doppelwettbewerb. Dort schieden die beiden aber bereits in der ersten Runde gegen ein kroatisch-deutsches Duo aus. Im darauffolgenden Jahr debütierte sie beim ITF-$10.000-Turnier im slowakischen Michalovce auch im Einzel auf dem ITF Women’s Circuit. Für das Turnier erhielt sie vom Veranstalter eine Wildcard für das Hauptfeld und schied in der zweiten Runde gegen ihre Landsfrau Klaudia Malenovská aus. Beim anschließenden ITF-$10.000-Turnier in der österreichischen Hauptstadt Wien, wo sie im Einzel nach überstandener Qualifikation in der ersten Runde des Hauptfeldes gegen erneut gegen Klaudia Malenovská ausschied, startete sie im Doppelwettbewerb gemeinsam mit ihrer Landsfrau Zuzana Zlochová und gemeinsam erreichten sie das Finale. Dort mussten sie sich in zwei Sätzen einen österreichisch-brasilianischen Duo geschlagen geben.
Nachdem sie 2017 noch weitere zwei Male und 2018 einmal erfolglos in einen Doppelfinale stand, konnte sie gemeinsam mit ihrer Landsfrau Zuzana Zlochová 2018 beim ITF-$10.000-Turnier im kroatischen Vinkovci den Titel gewinnen. Im Finale setzten sie sich dabei gegen ein slowakisches Duo durch. Kurze Zeit später erreichen die beiden auch beim ITF-$10.000-Turnier in Brčko das Finale und setzten sich dort gegen ein ungarisches Duo durch. Nachdem sie im darauffolgenden Jahr noch an ein Turnier teilgenommen hatte, beendete sie ihre Profikarriere auf dem ITF Women’s Circuit und ging zum Studieren an die University of Hawaiʻi at Mānoa.
In den Jahren 2004 und 2006 konnte sich Katarína Poljaková jeweils die slowakische Meisterschaft im Damendoppel sichern.

## Erfolge
| Nr. | Datum             | Turnier  | Kategorie   | Belag | Partnerin       | Finalgegnerinnen                   | Ergebnis         |
| --- | ----------------- | -------- | ----------- | ----- | --------------- | ---------------------------------- | ---------------- |
| 1.  | 24. August 2008   | Vinkovci | ITF $10.000 | Sand  | Zuzana Zlochová | Eva Fislová Andrea Rebrová         | 6:4, 7:5         |
| 2.  | 7. September 2008 | Brčko    | ITF $10.000 | Sand  | Zuzana Zlochová | Aleksandra Filipovski Virág Németh | 6:1, 1:6, [10:8] |